# Larry Sitsky
Lazar "Larry" Sitsky, AO, FAHA, (Tientsin, 10 settembre 1934), è un compositore, pianista e musicologo australiano. La sua eredità a lungo termine deve ancora essere valutata, ma attraverso il suo lavoro fino ad oggi ha dato un contributo significativo alla tradizione musicale australiana.

## Biografia
Larry Sitsky nacque a Tientsin (nota anche come Tianjin), in Cina, da genitori emigrati ebrei russi. Dimostrò un perfetto orecchio assoluto già dalla più tenera età, identificando note o accordi suonati in una stanza diversa. Ha studiato pianoforte fin da piccolissimo, ha tenuto il suo primo concerto pubblico all'età di nove anni e ha iniziato a scrivere musica subito dopo. La sua famiglia fu costretta a lasciare la Cina durante il governo di Mao. Arrivarono in Australia nel 1951 e si stabilirono a Sydney. Si era candidato per l'immatricolazione all'estero all'Università di Cambridge prima di lasciare la Cina. I suoi primi studi all'università furono in ingegneria, su insistenza dei suoi genitori. Questa strada non ebbe successo e "convinse i suoi genitori a permettergli di perseguire la sua passione, la musica". Ottenne una borsa di studio al New South Wales Conservatorium of Music, dove ha studiato pianoforte, per un po' di tempo con Alexander Sverjensky, ma soprattutto con Winifred Burston (allievo di Ferruccio Busoni ed Egon Petri), e composizione, diplomandosi nel 1955. Nel 1959 ha vinto una borsa di studio al Conservatorio di San Francisco, dove studiò con Egon Petri per due anni. Tornato in Australia, entrò a far parte dello staff del Queensland Conservatorium of Music, dopo essere stato accettato a prima vista sulla base di una raccomandazione di Petri. I suoi studi australiani e quelli successivi negli Stati Uniti, "combinati con l'eredità russa dei suoi primi studi in Cina, [fanno] di lui un archivio unico di tecniche e tradizioni pianistiche che è riconosciuto a livello internazionale".
Una borsa di studio della Fondazione Myer nel 1965 gli ha permesso di condurre ricerche sulla musica di Ferruccio Busoni, su cui ha scritto molto. Nel 1966 è stato nominato capo degli studi di pianoforte presso la Canberra School of Music, è stato poi capo di musicologia ed è stato capo degli studi di composizione. Attualmente è Professore Emerito dell'Australian National University di Canberra.
Sitsky si è sempre esibito, oltre che comporre, e come studente ha vinto premi per l'esecuzione. Ritiene che i compositori dovrebbero esibirsi, credendo che "senza questa comunione con un pubblico dal vivo, il fare musica diventa troppo facilmente intellettualizzato, sterile e arido". Come artista appoggia il repertorio del ventesimo secolo.
In termini di composizione Sitsky ha cambiato regolarmente il suo linguaggio musicale per "esprimersi in modi che non sono familiari e facili'".
Larry Sitsky ha attirato l'attenzione quando, tra gli altri, ha criticato il governo Keating per aver dato borse di studio artistiche successive al pianista Geoffrey Tozer. Ha spiegato che la sua critica non era personale nei confronti di Tozer, che era un suo amico, ma che era una questione di principio. Una biografia di Sitsky è stata pubblicata negli Stati Uniti nel 1997.

## Premi e onorificenze
Sitsky è stato il primo australiano ad essere invitato in URSS a una visita di scambio culturale, organizzata dal Dipartimento australiano degli affari esteri nel 1977. Ha ricevuto molti premi per le sue composizioni: l'Albert H. Maggs Composition Award nel 1968 e di nuovo nel 1981; l'Alfred Hill Memorial Prize per il suo quartetto d'archi nel 1968; un China Fellowship nel 1983; un Fulbright Award nel 1988-89 e un Advance Australia Award per i risultati ottenuti nella musica (1989). Gli è stato inoltre conferito il premio inaugurale dalla Fellowship of Composers (1989), il primo National Critics' Award e l'inaugurale Australian Composers' Fellowship presentato dal Music Board of the Australia Council, che gli ha dato l'opportunità di scrivere un ampio numero di composizioni (inclusi concerti per violino, chitarra e orchestra), di rivedere il suo libro Busoni and the Piano e di iniziare a lavorare come pianista sull'Anthology of Australian Piano Music.
Nel 1997 l'Australian National University gli ha conferito il suo primo Dottorato Superiore in Belle Arti. Nel 1998 è stato eletto Membro dell'Australian Academy of the Humanities. Attualmente è Distinguished Visiting Fellow, nonché Professore Emerito presso l'Australian National University.
Nel 2000 è stato nominato Membro dell'Ordine dell'Australia (AM) per il servizio alla musica come compositore, musicologo, pianista ed educatore e nello stesso anno ha ricevuto la Medaglia del Centenario per il servizio alla società australiana attraverso la musica. Nel 2017 Sitsky è stato nominato Ufficiale dell'Ordine dell'Australia per il servizio distinto alle arti come compositore e pianista da concerto, all'educazione musicale come ricercatore e mentore e attraverso contributi musicali alla cultura contemporanea australiana.

## Lavori
Sitsky ha pubblicato i due volumi The Classical Reproducing Piano Roll e Music of the Repressed Russian Avant-Garde, 1900-1929 e ha registrato numerosi CD di musica per pianoforte australiana, comprese le sonate complete di Roy Agnew.
Ha avuto lavori commissionati da molti importanti organismi australiani e internazionali, come ABC, Musica Viva Australia, International Clarinet Society, Sydney International Piano Competition, Flederman e International Flute Convention. La sua raccolta di brani didattici, Century, è stata pubblicata da Currency Press ed ha anche un contratto aperto per pubblicare tutto ciò che desidera con il suo editore di New York, Seesaw Music Corporation.
Nell'agosto 2011 Sitsky ha annunciato l'intenzione di scrivere una serie di opere basate sui racconti di Enid Blyton. I lavori sono stati presentati in anteprima dalla ANU School of Music.

## Vita privata
È sposato con Magda Sitsky, ceca.

## Selezione delle opere

### Opera
- The Fall of the House of Usher, 1965, Libretto: Gwen Harwood. Anteprima il 19 agosto 1965, Theatre Royal, Hobart, direttore Rex Hobcroft[9]
- Lenz, 1970, Libretto: Gwen Harwood. Recorded Australian Broadcasting Corporation (Adelaide) 1982, direttore Christopher Lyndon-Gee; Lenz, Gerald English, tenore.
- Fiery Tales, 1975, da Chaucer e Boccaccio.
- Voices in Limbo, 1977, Libretto: Gwen Harwood.
- The Golem, 1980, Libretto: Gwen Harwood. Anteprima a The Australian Opera direzione di Christopher Lyndon-Gee nel 1993.[3] CD pubblicato nel 2005 da ABC Classics (Polygram), da un'esecuzione dal vivo del 1993.
- De Profundis, 1982, Libretto: Gwen Harwood.
- Three scenes from Aboriginal life: 1. Campfire scene, 2. Mathina, 3. Legend of the Brolga, 1988

### Balletto
- Sinfonia for Ten Players ("The Dark Refuge") (1964)

### Orchestra
- Concerto per Orchestra (1984)
- Symphony in Four Movements (anteprima a la Canberra Symphony Orchestra direzione di Robert Bailey, 23 May 2001)[10]

### Concerto
- Piano Concerto (1991, rev, 1994)
- Cello Concerto (1993)
- Violin Concerto No. 4 (1998)
- Zohar: Sephardic Concerto per mandolino e orchestra (1998)

### Strumento solista
- Improvisation e Cadenza per viola solista (1964)
- Khavar per trombone solista (1984)

### Voce
- Incidental music to Faust per pianoforte solista e tre soprani, 1996
- Seven Zen Songs per voce e viola (2005)

### Altro
- Ten Sepphiroth of the Kabbala
- Mysterium Cosmographicum
- The Secret Gates of the House of Osiris